# Rivière Irène (rivière Opawica)
Pour les articles homonymes, voir Irène.
La rivière Irène est un affluent de la rivière Opawica, coulant dans la municipalité de Eeyou Istchee Baie-James, en Jamésie, dans la région administrative du Nord-du-Québec, au Québec, au Canada.
Cette rivière traverse successivement les cantons de Fancamp et de Rasles. La foresterie constitue la principale activité économique du secteur ; les activités récréotouristiques, en second.
Le Sud de la vallée de la rivière Irène est desservi par la route forestière R1032 (sens Nord-Sud) et par des routes forestières secondaires.
La surface de la rivière Irène est habituellement gelée du début novembre à la mi-mai, toutefois la circulation sécuritaire sur la glace se fait généralement de la mi-novembre à la mi-avril.

## Géographie
Les bassins versants voisins de la rivière Irène sont :
- côté nord : lac à l'Eau Jaune, rivière Obatogamau, lac de la Presqu'île, lac Opémisca ;
- côté est : lacs Obatogamau ;
- côté sud : lac des Vents, lac Caopatina, rivière Roy, lac Surprise ;
- côté ouest : lac du Bras Coupé, rivière Yvonne, rivière de l'Aigle.

La rivière Irène prend naissance à l’embouchure du lac des Trois Îles (longueur : 1,8 km ; élévation : 378 m) dans le canton de Fancamp, dans Eeyou Istchee Baie-James (municipalité).
Cette source est située à :
- 15,1 km à l’Est de l’embouchure de la rivière Irène (confluence avec la rivière Opawica) ;
- 30,3 km au Sud lac du Bras Coupé ;
- 98,0 km à l’Est de la confluence de la rivière Opawica et de la rivière Chibougamau, soit la tête de la rivière Waswanipi ;
- 352 km au Sud-Est de l’embouchure de la rivière Nottaway (confluence avec la Baie-James) ;
- 47,1 km au Sud du centre-ville de Chibougamau ;
- 78 km au Nord d’une baie du réservoir Gouin.

À partir de la confluence du "lac des Trois Îles", la rivière Irène coule sur 47,8 km selon les segments suivants :
Cours supérieur de la rivière Irène (segment de 33,1 km)
- 5,6 km vers le Sud-Ouest jusqu’à l’embouchure du lac Winchester (longueur : 2,8 km ; altitude : 375 m) que le courant traverse sur 2,6 km ;
- 3,1 km vers l’Ouest jusqu’à la route forestière ;
- 5,0 km vers le Nord-Est, jusqu’à la rive Sud d’un lac non identifié ;
- 6,1 km vers le Sud-Ouest en serpentant jusqu’au fond d’une baie du lac Irène ;
- 5,5 km vers le Nord en contournant par l’Ouest une presqu’île s’avançant 1,5 km vers l’Ouest, en traversant le lac Irène (longueur : 7,8 km ; altitude : 372 m) ;

Cours inférieur de la rivière Irène (segment de 14,7 km)
- 2,9 km vers le Nord, jusqu’à un coude de rivière ;
- 3,8 km vers l’Ouest, jusqu’à la rive Est du lac Opawica ;
- 2,5 km vers le Sud-Ouest en traversant le lac Opawica (longueur : 3,1 km ; altitude : 355 m). Note : ce lac comporte deux parties dont la partie Sud reçoit la décharge (venant du Sud) de trois lacs non identifiés ;
- 5,5 km vers le Sud-Ouest en zone de marais jusqu’à son embouchure[2].

La rivière Irène se déverse sur la rive Nord de la rivière Opawica ; de là, cette dernière descend vers le Sud-Ouest, puis le Nord, jusqu’à sa confluence avec la rivière Chibougamau ; cette confluence constituant la source de la rivière Waswanipi. Le cours de cette dernière coule vers l’Ouest et traverse successivement la partie Nord du lac Waswanipi, le lac au Goéland et le lac Olga, avant de se déverser dans le lac Matagami lequel se déverse à son tour dans la rivière Nottaway, un affluent de la Baie de Rupert (Baie James).
La confluence de la rivière Irène avec la rivière Opawica est située à :
- 15,9 km au Nord-Est de l’embouchure du lac du Bras Coupé ;
- 83,0 km à l’Est de l’embouchure de la rivière Opawica (confluence avec la rivière Chibougamau) ;
- 53,3 km au Sud-Ouest du centre-ville de Chibougamau ;
- 27,2 km au Sud du centre du village de Chapais (Québec) ;
- 82,3 km au Nord-Ouest d’une baie de la rive Nord du Réservoir Gouin.
- 339 km au Sud-Est de l’embouchure de la rivière Nottaway[2].

## Toponymie
À différentes époques de l’histoire, ce territoire a été occupé par les Attikameks, les Algonquins et les Cris. Le terme « Irène » constitue un prénom d’origine française.
Le toponyme "rivière Irène" a été officialisé le 5 décembre 1968 à la Commission de toponymie du Québec, soit lors de sa création.